# 율리우스일
율리우스일(J.D., JD)은 율리우스력의 기원전 4713년 1월 1일 월요일 정오(세계표준시 기준)를 기점으로 계산한 날짜 수이다. 율리우스 통일(通日) 또는 율리우스 적일(積日)이라고도 한다. 율리우스일은 자리수가 너무 많아서 2400000.5을 뺀 수정 율리우스일(MJD)도 널리 사용되고 있다. 율리우스일은 세계표준시 오전 0시간의 값이 반드시 소수가 되기 때문에, 그렇게 되지 않도록 율리우스일에 0.5를 더한 연대 율리우스일(CJD, Chronological Julian Day)도 있지만 잘 사용되지 않는다.
리리우스일(Lilian Day)는 태양력 사용개시일인 1582년 10월 15일부터의 일수로서, 부활절의 날짜를 결정하기 위해 사용된다.
{\displaystyle LD=AJD-2299159.5}

## 역사
율리우스일은 1582년에 로마에서 스칼리게르(Joseph Justus Scaliger)가 고안하였다. 고레고리력 개시 시기에 율리우스력과 그레고리력 사이의 날짜 변환을 용이하게 하기 위한 것이었다. 이후, 천문학자 존 허쉘(John Herschel)이 1849년 저서 Outlines of Astronomy에서 날짜 계산에 율리우스일을 사용할 것을 제안했고, 이것이 널리 퍼져 많은 천문학자들이 날짜 계산에 율리우스일을 사용하게 되었다.

### 율리우스 주기
스칼리게르는 메톤 주기, 삭망월, 칠요, 로마 소기를 모두 고려한 날짜 단위를 만들고자 하였다. 메톤 주기는 19태양년이고, 칠요는 28태양년마다 다시 돌아오며, 로마 소기는 15년 주기이므로 이들의 최소공배수에 해당하는 기간인 7980년(=19×28×15)을 율리우스주기라고 한다. (19태양년이 235삭망월의 배수이므로 삭망월 주기는 곱해지지 않았다. 로마 소기는 세금을 부과할 목적으로 15년마다 백성의 재산조사를 행하는 중요한 주기였다.)
율리우스 주기의 원기(元期) 제1일은 연초이고 주의 제1일(월요일)이고, 로마 소기의 제1일이다. 즉, 율리우스주기의 원기는 율리우스력 기준 세계시의 −4712년(서기전 4713년) 1월 1일 12시이다.

## 프리겔의 공식
아래 식에서 ⌊x⌋는 바닥 함수로 x보다 작거나 같은 정수들 중에서 가장 큰 정수를 일컫는다.
그레고리력에서 수정율리우스일 MJD를 계산하기 위해서는 다음 공식을 사용한다.
그레고리력 y년 m월 d일 오전0시의 수정율리우스일은 다음과 같다. (단, 1월과 2월은 각각 전년의 13월과 14월로 계산한다.)
또한 기원전의 경우 그레고리력 기원전 y년에 y대신 −(y−1)을 대입해야 한다.가령 기원전 4999년의 경우 y에 −4998을 대입하자.

{\displaystyle \lfloor 365.25y\rfloor +\lfloor y/400\rfloor -\lfloor y/100\rfloor +\lfloor 30.59(m-2)\rfloor +d-678912}
예를 들어 2004년 1월 1일의 경우는 y = 2003, m = 13, d = 1 이므로 다음 계산에 따라 수정율리우스일로 53005일이 된다.
{\displaystyle {\begin{matrix}\lfloor 365.25\times 2003\rfloor +\lfloor 2003/400\rfloor -\lfloor 2003/100\rfloor +\lfloor 30.59(13-2)\rfloor +1-678912\\=731595+5-20+336+1-678912=53005\end{matrix}}}

### 율리우스력에서의 계산
- 기원후

율리우스력에서 수정율리우스일을 계산하려면 다음의 공식을 사용한다.

율리우스력 y년 m월 d일 오전 0시의 수정율리우스일은 다음과 같다. (단, 1월과 2월은 각각 전년의 13월과 14월로 계산한다.)

{\displaystyle MJD=\lfloor 365.25y\rfloor +\lfloor 30.59(m-2)\rfloor +d-678914}
예를 들어 1582년 2월 1일은 y = 1581, m = 14, d = 1 이므로 다음 계산에 따라 수정율리우스일로 −101086일이 된다.
{\displaystyle {\begin{matrix}\lfloor 365.25\times 1581\rfloor +\lfloor 30.59(14-2)\rfloor +1-678914\\=577460+367+1-678914=-101086\end{matrix}}}
- 기원전

기원전의 경우 수정율리우스일을 계산하려면 다음 공식을 사용한다.
기원전 y년 m월 d일 00시의 수정율리우스일은 다음과 같다. (단, y는 음수로 계산하고, 1월과 2월은 각각 전년의 13월과 14월로 계산한다.)
{\displaystyle MJD=\lfloor 365.25y-0.75\rfloor +\lfloor 30.59(m-2)\rfloor +d+366-678914}
예를 들어 기원전 4713년 1월 1일은 y = -4714, m = 13, d = 1 이므로 다음 계산에 따라 수정율리우스일로 −2400001일이 된다.
{\displaystyle {\begin{matrix}\lfloor 365.25\times (-4714)-0.75\rfloor +\lfloor 30.59(13-2)\rfloor +1+366-678914\\=-1721790+336+1+366-678914=-2400001\end{matrix}}}
다만, 초기의 율리우스력(기원전 45년 ~ 기원전 8년)에서는 윤년을 3년에 한번 실시하였기 때문에 실제의 날짜와 일치하지 않는다. 율리우스일의 계산은 그레고리력 개시(1582년) 이전에는 모두 4년에 한번 윤년이 실시되었다고 가정하고 있다.

## 요일 및 간지 계산
율리우스일 또는 수정율리우스일을 알고 있다면 요일이나 육십간지를 알아낼 수 있다.

### 요일 계산
해당 날짜의 수정율리우스일을 7로 나눈 나머지를 구한다. (나머지가 0보다 작은 경우는 7을 더한다.)
| 나머지 | 0  | 1  | 2  | 3  | 4  | 5  | 6  |
| 요일   | 수 | 목 | 금 | 토 | 일 | 월 | 화 |

예 : 2004년 1월 1일은 수정율리우스일로 53005이므로 7로 나눈 나머지가 1이 된다. 따라서 목요일이다.

### 12지신계산
해당 날짜의 수정율리우스일을 12로 나눈 나머지를 구한다. (나머지가 0보다 작은 경우는 12를 더한다.)
| 나머지 | 0  | 1  | 2  | 3  | 4  | 5  | 6  | 7  | 8  | 9  | 10 | 11 |
| 12지   | 인 | 묘 | 진 | 사 | 오 | 미 | 신 | 유 | 술 | 해 | 자 | 축 |

예 : 2004년 1월 1일은 수정율리우스일로 53005이므로 12로 나눈 나머지가 1이다. 따라서 묘에 해당한다.

### 천간계산
해당 날짜의 수정율리우스일을 10으로 나눈 나머지를 구한다. (나머지가 0보다 작은 경우는 10을 더한다.)
| 나머지 | 0  | 1  | 2  | 3  | 4  | 5  | 6  | 7  | 8  | 9  |
| 십간   | 갑 | 을 | 병 | 정 | 무 | 기 | 경 | 신 | 임 | 계 |

예: 2004년 1월 1일은 수정율리우스일로 53005이므로, 10으로 나눈 나머지가 5이다. 따라서 기에 해당한다.

## 같이 보기
- 율리우스력
- 수정 율리우스일